# Whiteadder Water
Das Whiteadder Water ist ein Fluss in den schottischen Council Areas East Lothian und Scottish Borders sowie der englischen Grafschaft Northumberland.

## Lauf
Das Whiteadder Water entspringt am Südhang des 399 Meter hohen Clints Dod in den östlichen Lammermuir Hills in einer Höhe von etwa 363 Metern in East Lothian. Es fließt vornehmlich in südöstlicher Richtung durch die Scottish Borders und mündet schließlich nach einem Lauf von etwa 56,4 Kilometern westlich von Berwick-upon-Tweed im englischen Northumberland in den Tweed, der in die Nordsee entwässert. Es handelt sich um den letzten wesentlichen Zufluss des Tweed vor dessen Mündung.
6,5 Kilometer abwärts seiner Quelle ist das Whiteadder Water seit 1968 zum Whiteadder Reservoir aufgestaut, in das auch das Faseny Water mündet. Mit dem Abfluss aus dem Stausee erfolgt der Übertritt in die Scottish Borders. Bevor das Whiteadder Water die Ortschaft Abbey St Bathans passiert, münden von rechts das Dye Water und von links das Monynut Water ein. Der Fluss passiert die Ortschaften Preston, Edrom und Chirnside, bevor bei Allanton das Blackadder Water von rechts einmündet. Jenseits von Edrington Castle quert das Whiteadder Water die schottisch-englische Grenze und mündet dann etwa drei Kilometer flussabwärts von links in den Tweed.

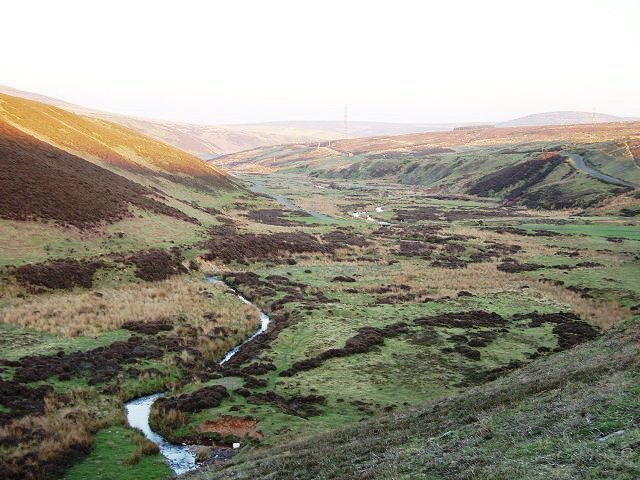
Oberlauf des Whiteadder Water
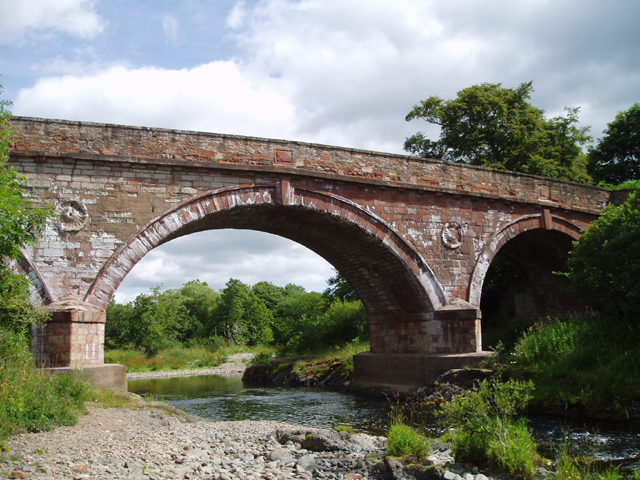
Die denkmalgeschützte Preston Bridge
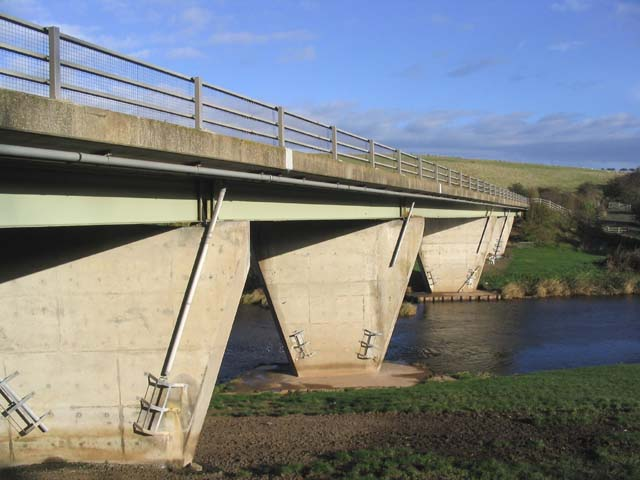
Querung der B6461 zwei Kilometer aufwärts der Mündung

## Umgebung
Am Oberlauf finden sich verschiedene historische Siedlungsreste. Oberhalb des Whiteadder Reservoirs passiert der Fluss die einstige Lairdsvilla Johnscleugh House sowie das aus dem 16. Jahrhundert stammende Tower House Gamelshiel Castle. Am Ablauf aus dem Whiteadder Reservoir befinden sich die Reste des eisenzeitlichen Hillforts Friar’s Nose. Am Weiler Cranshaws passiert das Whiteadder Water das Tower House Cranshaws Castle. In Abbey St Bathans liegt das Herrenhaus Abbey St Bathans House am rechten Ufer. Gegenüber der prähistorischen Festungsanlage Edin’s Hall steht das Jagdschloss The Retreat Ein kurzes Stück flussabwärts liegen sich die prähistorischen Hillforts Cockburn Law Fort und Preston Cleugh Fort zu beiden Ufern gegenüber.
Bei Preston befindet sich das Anwesen von Cumledge House am rechten Ufer. Bei Edrom steht das Herrenhaus Edrom House am rechten Ufer. Aufwärts von Edrington Castle finden sich die Reste des Witches Cleuch Fort.
Zahlreiche Brücken überspannen das Whiteadder Water, von denen sechs denkmalgeschützt. Nahe Cranshaws überspannt die Smiddyhill Bridge (B6355) den Fluss. Unterhalb von Abbey St Bathans quert die B6355 auf der Ellemford Bridge abermals, um ihn dann jenseits der Ortschaft ein drittes Mal zu kreuzen. Die Preston Bridge bei Preston ist alles einzige Brücke entlang des Whiteadder Waters als Denkmal der höchsten Kategorie A eingestuft. Sie führt die A6112. Ebenfalls bei Preston befindet sich die Todheugh Bridge. Bei Chirnsidebridge überspannen die Chirnside Bridge sowie die Chirnside Railway Bridge den Fluss gefolgt von einer unbenannten Brücke der A6105 und der Allanton Bridge (B6437) an der Mündung des Blackadder Waters bei Allanton In England, etwa zwei Kilometer vor der Mündung, quert die B6461 das Whiteadder Water.